# 環境と開発に関する国際連合会議

この会議は国連主導で行われた

環境と開発に関する国際連合会議（かんきょうとかいはつにかんするこくさいれんごうかいぎ、英語: United Nations Conference on Environment and Development; UNCED、ポルトガル語: ECO-92, Cúpula da Terra）は、1992年6月に国際連合の主催によりブラジルのリオ・デ・ジャネイロで開催された、環境と開発をテーマとする首脳レベルでの国際会議である。

## 別称
この会議は、一般には地球サミット（Earth Summit〈アースサミット〉、国連地球サミット）と称されることが多い。ただし、この会議を引き継ぐ形で10年後に開かれた後述の「持続可能な開発に関する世界首脳会議」も併せて「地球サミット」と呼ばれることがある（後者は特に「第2回地球サミット」「ヨハネスブルグ地球サミット」「地球サミット2002」などと呼ばれる）。また2012年6月20日から22日に同じくリオで開かれた「国連持続可能な開発会議」も同様に地球サミットと呼ぶことがあるほか、この会議からほぼ20年後に行われたことから、「リオ+20」とも呼ばれる。
また、「環境と開発に関する国際連合会議」の呼称としては、ほかに国際連合環境開発会議（国連環境開発会議）、地球環境サミット、環境と開発のための国際連合会議、リオ・サミットなどがある。

## 経緯と概要
国際連合の主催による環境や開発を議題とする会議は、1972年6月の「国連人間環境会議」（ストックホルム会議）以来、1982年の国連環境計画管理理事会特別会合（ナイロビ会議）、1992年の環境と開発に関する国際連合会議、2002年の「持続可能な開発に関する世界首脳会議」（環境開発サミット、ヨハネスブルグ・サミット）と、約10年ごとに開催されている。
このような流れの中、環境と開発に関する国際連合会議は、1992年6月3日から14日にかけて開催され、国際連合の招集を受けた世界各国や産業団体、市民団体などの非政府組織 (NGO) が参加した。世界172か国（ほぼすべての国際連合加盟国）の代表が参加し、協議資格を持つNGOの代表約2400人のべ4万人を越える人々が集う国際連合の史上最大規模の会議となり、世界的に大きな影響を与えた。
12の市の首長も出席し、その地元での新しい環境計画について話し合った。この中でカナダのサドバリーは鉱山によって荒廃した自然を蘇らせる大掛かりな計画について、アメリカのオースティンはグリーンビルディング計画について、日本の北九州市は市の公害対策計画に含まれる国際教育機関とトレーニング施設について述べた。
次のような問題が話し合われた。
- 計画的な生産 - 特に毒性のある物質の生産、例えばガソリン中のテトラエチル鉛から鉛を産出するなど。
- 気候変動に対応しうる化石燃料に代わる新しいエネルギー源
- 都市の道路の混雑や大気や煙による健康被害を引き起こす排ガスの問題を解消するための信頼できる新しい公共交通システムの確立
- 水不足の解消

## 成果
環境と開発に関する国際連合会議の成果として、持続可能な開発に向けた地球規模での新たなパートナーシップの構築に向けた「環境と開発に関するリオデジャネイロ宣言」（リオ宣言）
と、この宣言の諸原則を実施するための行動計画である「アジェンダ21」、「森林原則声明」が合意された。また、別途協議が続けられていた「気候変動枠組条約」と「生物多様性条約」が提起され、この会議の場で署名が開始された。さらに、環境と開発に関する国際連合会議を受けて、国際連合の経済社会理事会の下に「持続可能な開発委員会」(CSD) が設置された。ほか「環境的衰退や文化の衰退を引き起こす方法で先住民にいかなる危害も加えない」という合意もなされた。生物多様性に関しては自然のエコリージョン内での本質的ではない環境破壊の促進を「非経済的成長」と定義した。また、国際連合砂漠化対策協定（UNCCD）も署名が開始された。
環境と開発に関する国際連合会議の開催後、「生物多様性」「生物圏」といった用語が、各国の主要機関に認知され、一般にも知られるようになった。また、さまざまな地球環境問題や、生態系、絶滅危惧種等に対する一般の関心が高まる契機ともなった。この会議は次の京都議定書に向けての橋渡しとなった。
ただし、この会議で採択された合意の中でも、貧困問題や自然環境保全などの問題は十分に解決されていない。国際緑十字はこのサミットをもとに活動を開始した。